# Pomnik 63. Pułku Piechoty w Toruniu

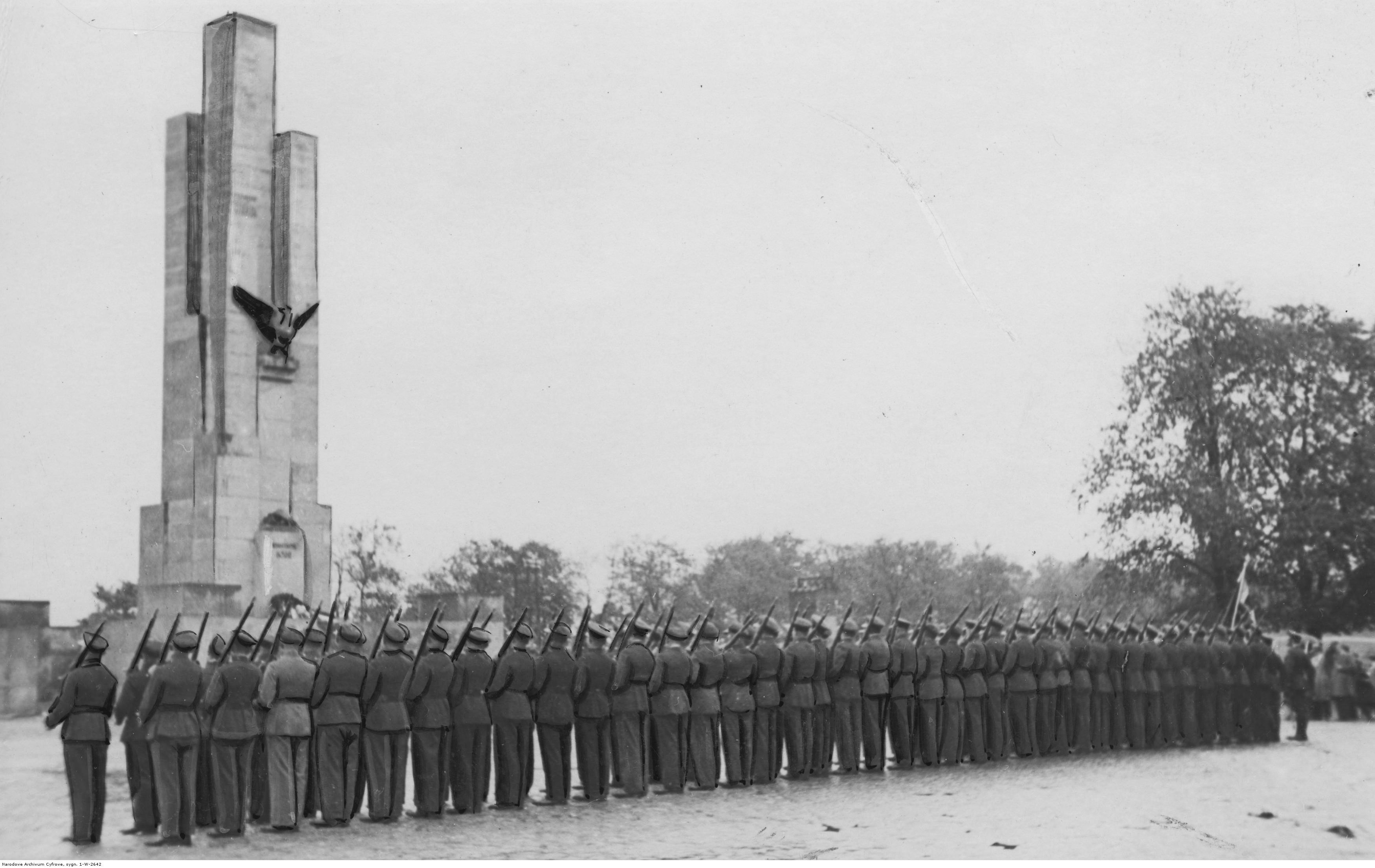
Oddział PW Leśników przed pomnikiem poległych żołnierzy 63 pp w Toruniu; czerwiec 1933.

Pomnik 63 Pułku Piechoty w Toruniu – pomnik wykonany ku czci żołnierzy 63-go Pułku Piechoty, poległych podczas wojny polsko-bolszewickiej w 1920 roku.
Pomnik odsłonięto w 1931 roku. Mieścił się on na placu Pokoju Toruńskiego. Monument zaprojektował Kazimierz Ulatowski, dekoracje rzeźbiarską Ignacy Zelek. Pomnik został zburzony przez niemieckie władze okupacyjne w 1939 roku.
Na miejscu dawnego pomnika postawiono granitowy głaz z tablicą upamiętniającą żołnierzy 63. Toruńskiego Pułku Piechoty poległych w obronie Polski podczas II wojny światowej. Głaz odsłonięto 31 sierpnia 2009 roku.